# Сан Луис Потоси
Вижте пояснителната страница за други значения на Сан Луис Потоси.
Сан Луис Потоси (на испански: San Luis Potosí) е един от 31-те щата на Мексико, разположен в централносеверната част на страната. Сан Луис Потоси е с население от 2 410 414 жители (2005 г., 16-и по население), а общата площ на щата е 63 068 км², което го прави 15-ия по големина щат в Мексико. Столицата на щата също се казва Сан Луис Потоси.